# Острів Путятіна
О́стрів Путя́тіна (рос. Остров Путятина) — невеликий острів у затоці Петра Великого (східній її частині — затоці Стрілець) Японського моря. Знаходиться за 1,9 км на схід від мису Фелькерзама та за 1,6 км на південь від мису Абрек, що на материку. Протокою Аскольд відокремлений від іншого острова Аскольд (до нього 6,5 км). Адміністративно належить до Фокінського міського округу Приморського краю Росії.
Населення — 994 особи (2010; 1133 в 2002, 1058 в 2005). Все населення зосереджене в єдиному населеному пункті — селищі міського типу Путятін.

## Географія
Острів гористий на півночі та рівнинний в центрі і на півдні. Найвища точка сягає 354 м. Береги місцями підвищені та стрімкі, порізані долинами та балками. Має багато бухт, найбільшими з яких є бухта Назімова на заході та бухта Широка на сході. Крайня північна точка — мис Старцева, південна — мис Шулепникова, східна — мис Бартенєва. Крім того є миси Родіонова та Макарова на заході, Развозова на південному сході, Лаврентьєва на південному заході та Північний на півночі. Береги майже на всьому протязі обмежовані рифами. Біля південного берега розташовані невеличкий острів Ірецького, скелі П'ять Пальців та банка Бонсдорфа.
Східна частина острова складена з граніту з прошарками кварцу, південно-східна — з червонуватого граніту. Північна частина острова вкрита лісами та чагарниками, в лісі виділяються широкі просіки. На південному сході — чагарники та луки. Клімат типовий для півдня Приморського краю, пересічна температура січня −12 °C, липня — +21 °C. Температура морської води з середини липня до середини вересня становить +20 °C.
На острові міститься відоме озеро Гусине — природна водойма, де зростає занесений до Червоної книги Росії лотос Комарова. Ще 20 років тому мілководдя були вкриті суцільними заростями цього лотосу, але на сьогодні площа зростання значно скоротилась через діяльність людини — заготовка льоду для рибокомбінату, через що водойма стала промерзати, розорення земель басейну, через що озеро замулюється. Крім того до озера стікають паводкові води з мазутом.

## Історія
Острів названий на честь Євфимія Путятіна, російського адмірала та громадського діяча. 1891 року на острові поселився Старцев Олексій Дмитрович, російський купець та суспільний діяч, син декабриста Микола Бестужева. Він заснував на острові садибу Рідне зі зразковим господарством: розвів тютюнову на шовковичну плантації, 2 фруктових сади, виноградник, ферму та кінний завод. В 1893–1896 роках на острові були збудовані цегляний та порцеляновий заводи, слюсарно-механічні майстерні, чавуноливарне відділення. 1929 року в селищі був створений великий звіррадгосп, пізніше рибопереробний комбінат, який працює і до сьогодні.

## Туризм
Острів щорічно відвідують сотні туристів, які приїжджають сюди подивитись на чудові ландшафти, відпочити на чистому та теплому морі, збирати гриби та лікарські рослини. На острові розміщено декілька пам'яток природи та військово-історичні об'єкти.